# بند بهمن
بند بهمن نام یکی از جاذبه‌های دیدنی شهرستان کوار در استان فارس می‌باشد.

## جغرافیا
این بند روی رودخانه قره آغاج سر راه شیراز - فیروزآباد و در هفت کیلومتری غرب شهر کوار بنا شده و از آثار ارزشمند مهندسی آب در دوره  هخامنشی می‌باشد. این بند به بهمن پسر اسفندیار منسوب است.
بند بهمن برای بالا بردن سطح آب و انحراف جریان آن از طریق کانالی به دشت کوار برپا شده‌ است. درازای بند به ۱۳۰ متر و ارتفاع آن در مرتفع‌ترین نقطه به ۹ متر می‌رسد. مصالح مورد استفاده در بنا، قطعات سنگ طبیعی کوهستان و ملات ساروج است. بند در محلی بنا شده که دو رشته کوه به هم نزدیک می‌شود؛ به صورتی که بخشی از بند بر بدنه سنگی کوه و بخش دیگر آن بر بستر سنگی رودخانه قرار گرفته و همین امر موجب استحکام و ماندگاری آن در طی ۱۸ قرن گذشته شده‌است. سیلاب‌های شدید رودخانه بعد از برخورد با دماغه‌ای که در مسیر سد وجود دارد، وارد مخزن پشت سد می‌شود و در این مسیر بخش قابل توجهی از سرعت و نیروی تخریبی خود را از دست می‌دهد.
مجرایی که آب سد را به دشت کوار منتقل می‌کند، در گوشه شرقی سد و در بدنه سنگی کوه احداث شده‌است. این آب بعد از تأمین آب کارخانه قند، وارد دشت کوار شده و مورد استفاده حدود ۲۰ روستا قرار می‌گیرد.